# Stenotarsus triplagiatus
Stenotarsus triplagiatus es una especie de coleóptero de la familia Endomychidae.

## Distribución geográfica
Habita en Laos y Tailandia.